# Národní fronta Německé demokratické republiky

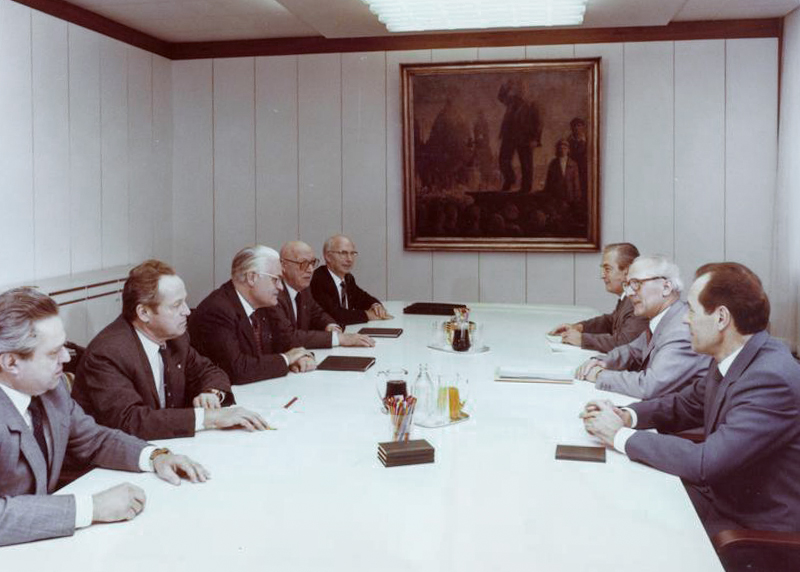
Schůzka předsedů východoněmeckých politických stran; zleva: Lothar Kolditz, prezident NR Národní fronty, Manfred Gerlach (LDPD), Gerald Götting (CDU), Heinrich Homann (NDPD), Ernst Mecklenburg (DBD), Waldemar Pilz, Erich Honecker a Joachim Herrmann (všichni tři SED)

Národní fronta Německé demokratické republiky (německy: Nationale Front der Deutschen Demokratischen Republik; do roku 1973 Národní fronta demokratického Německa, německy: Nationale Front des demokratischen Deutschland) bylo sdružení oficiálně povolených politických stran a masových společenských a profesních organizací v Německé demokratické republice. Vedoucí silou v Národní frontě, jakož i v celém státě, byla Sjednocená socialistická strana Německa. Národní fronta vytvářela společnou kandidátku, ve které měly jednotlivé politické strany a masové organizace podle předem daných kvót přidělený počet zástupců. Vzhledem k nemožnosti alternativní volby a k nedemokratičnosti systému pro kandidátku Národní fronty hlasovali voliči téměř jednohlasně.

## Historie

### Demokratický blok
Po kapitulaci Německa 8. května 1945 zakázali spojenci ve všech okupačních zónách činnost veškerých politických stran. Po poradě sovětského vedení s představiteli německých komunistů Walterem Ulbrichtem, Antonem Ackermannem a Gustavem Sobottkou v Moskvě vydal Vrchní velitel Sovětské vojenské správy v Německu maršál Žukov 10. června 1945 Rozkaz č. 2, kterým byla povolena činnost antifašistických stran a organizací v Sovětské okupační zóně. Okupační správa povolila čtyři strany, které 14. července t. r. vytvořily Blok antifašistických demokratických stran, zkráceně Antifa-blok nebo Demokratický blok.
Zakládající strany:
- Komunistická strana Německa (KPD)
- Sociálně-demokratická strana Německa (SPD)
- Křesťansko-demokratická unie Německa (CDU)
- Liberálně-demokratická strana Německa (LDPD)

KPD a SPD se 22. dubna 1946 spojily ve Sjednocenou socialistickou stranu Německa (SED). Další dvě strany byly povoleny v roce 1948: Demokratická zemědělská strana (DBD) a za účelem zapojení politicky nejasných jednotlivců, tedy bývalých členů NSDAP a důstojníků Wehrmachtu, do politického systému Východního Německa vznikla Národně-demokratická strana Německa (NDPD). Současně vznikl Svobodný německý svaz odborů (FDGB), mládežnická organizace Svobodná německá mládež (FDJ) a Demokratický svaz žen Německa (DFD). Všechny nové organizace se staly součástí Demokratického bloku.

### Národní fronta

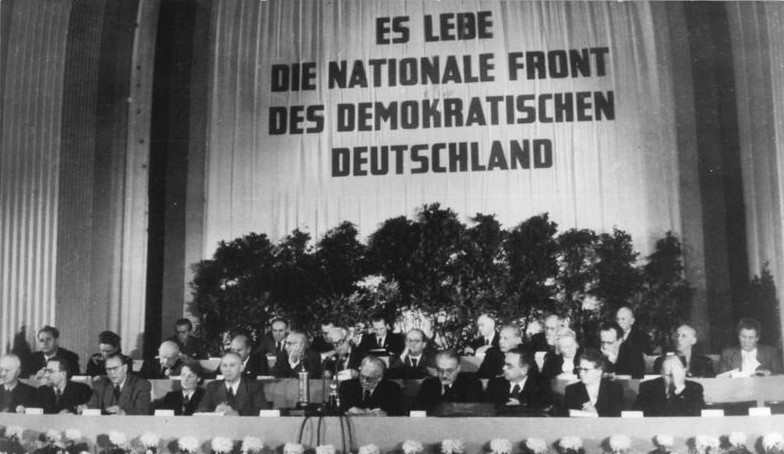
Vyhlášení Manifestu Národní fronty (1949)

Po přechodu z vojenské správy na civilní a vzniku Německé demokratické republiky 7. října 1949 vydalo grémium politických stran Německá lidová rada Manifest Národní fronty demokratického Německa. Její ustavující schůze se konala 7. ledna 1950 a o měsíc později byla zvolena její Národní rada. Ve veškerých volbách mohli kandidovat pouze kandidáti Národní fronty na společné kandidátce. Kromě vzniku dalších společenských a profesních organizací zůstal tento stav neměnný až do roku 1989. Vedoucím orgánem byla Národní rada Národní fronty, v jejímž čele stál prezident. Funkci zastával v letech 1950 až 1981 Erich Correns a poté do roku 1990 Lothar Kolditz. Fakticky však celá Národní fronta byla pod kontrolou vládnoucí SED.

### Zánik
5. prosince 1989 z Národní fronty vystoupila CSU a LDPD. 16. prosince se vládnoucí SED transformovala na Stranu demokratického socialismu a distancovala se od předchozí politiky. 20. února 1990 byla z Ústavy NDR vypuštěna zmínka o Národní frontě, čímž organizace oficiálně zanikla.

## Členské organizace

### Politické strany
- Sjednocená socialistická strana Německa
- Liberálně-demokratická strana Německa
- Křesťansko-demokratická unie Německa
- Demokratická zemědělská strana Německa
- Národně-demokratická strana Německa

### Masové společenské organizace
- Svobodný německý svaz odborů
- Svobodná německá mládež
- Demokratický svaz žen Německa
- Kulturní svaz NDR
- Sdružení vzájemné zemědělské pomoci
- Společnost německo-sovětského přátelství
- Výbor protifašistických bojovníků
- Lidová solidarita
- Pionýrská organizace Ernsta Thälmanna
- Spolek Lužických Srbů Domowina

### Profesní, zájmové a ostatní organizace
- Společnost pro sport a techniku
- Urania
- Rada míru NDR
- Svaz zahrádkářů, chatařů a chovatelů
- Svaz spotřebních družstev NDR
- Německý tělovýchovný a sportovní spolek
- Výbor solidarity NDR
- Německý červený kříž NDR
- Komora techniků
- Svaz spisovatelů NDR
- Výbor pro lidská práva NDR
- Svaz nevidomých a slabozrakých NDR
- Svaz divadelních umělců NDR
- Svaz výtvarných umělců NDR
- Sdružení právníků NDR
- Svaz židovských obcí
- Liga přátelství národů
- Liga OSN
- Svaz skladatelů a hudebníků NDR
- Svaz filmových a televizních pracovníků NDR
- Svaz architektů NDR
- Svaz novinářů NDR
- Ústřední výbor pro morální zasvěcování mládeže